# Evropska integracija
Evropska integracija je proces industrijske, političke, pravne, ekonomske, društvene i kulturne integracije država u Evropi, potpunog ili delimičnog opsega. Evropska integracija se prevashodno ostvaruje putem Evropske unije i njenih regulacija.

## Istorija
U antici je Rimsko carstvo dovelo do integracije više evropskih teritorija.
Nakon katastrofe Prvog svetskog rata, mislioci i vizionari iz niza političkih tradicija ponovo su počeli da razmatraju ideju o politički ujedinjenoj Evropi. Početkom 1920-ih osnovan je (ili ponovo osnovan) niz međunarodnih organizacija kako bi se pomoglo političkim strankama istomišljenika da koordiniraju svoje aktivnosti. One su se kretali u rasponu od Kominterne (1919), do Radničke i socijalističke internacionale (1921), do Radikalne i demokratske Antante naprednih levičarskih partija (1924), do Zelene internacionalne stranke poljoprivrednika (1923), do centralno-desničarskog Međunarodnog sekretarijata Demokratskih stranaka nadahnutih hrišćanstvom (1925). Iako su ciljevi ovih organizacija bili globalni, preovladavajuća zastupljenost političkih stranaka iz Evrope uslovila je da su omogućile interakcije između pristalica određene ideologije preko evropskih granica. Unutar svake političke tradicije pojavile su se struje koje su zagovarale ne samo saradnju različitih nacionalnih stranaka, već i potragu za političkim institucijama na evropskom nivou.
Jedan od prvih koji je artikulisao ovo gledište bio je Ričard fon Kudenhove-Kalergi, koji je u svom Panevropskom manifestu (1923) izložio konzervativnu viziju evropskog jedinstva. Prvi paneuropski kongres je održan u Beču 1926. godine, a udruženje je do kraha na Vol Stritu imalo 8000 članova. Aktivnosti su bile specifično usredsređene na hrišćansku, i implicitno katoličku, Evropu. Britanski državni službenik i budući konzervativni ministar Artur Solter objavio je knjigu 1933. godine, u kojoj se zalaže za Sjedinjene Države Evrope.
Nasuprot tome, sovjetski komesar (ministar) Lav Trocki isticao je slogan „Za Sovjetske Sjedinjene Države Evrope” 1923. godine, zalažući se za Evropu ujedinjenu po komunističkim principima.
Među liberalno-demokratskim strankama, francuska centralno-levičarska stranka preduzela je nekoliko inicijativa za grupisanje stranaka istomišljenika iz evropskih država. Godine 1927., francuski političar Emil Borel, lider centralno-levičarska Radikalne stranke i osnivač Radikalne internacionale, osnovao je Francuski komitet za evropsku saradnju i još dvadeset država osnovalo je ekvivalentne komitete. Međutim, to je ostao elitni poduhvat: najveći odbor, francuski, imao je manje od šest stotina članova, od kojih su dve trećine bili parlamentarci. Dva centralno-levičarska francuska premijera sa otišla dalje. Godine 1929, Aristid Briand održao je govor u prisustvu skupštine Lige naroda u kome je predložio ideju o federaciji evropskih naroda zasnovanoj na solidarnosti i težnji za ekonomskim prosperitetom, i političkom i društvenom saradnjom. Godine 1930, na zahtev Lige, Briand je predstavio Memorandum o organizaciji sistema Evropske savezne unije. Naredne godine budući francuski premijer Eduar Erio objavio je svoju knjigu Sjedinjene Države Evrope. Zapravo je već postojao obrazac za takav sistem, u vidu Belgijske i luksemburške carinske i monetarne unije iz 1921. godine.
Podrška za francuske centralno-levičarske predloge pristigla od niza prestižnih ličnosti. Mnogi eminentni ekonomisti, svesni da ekonomska utrka do dna između država stvara sve veću nestabilnost, podržavali su gledište: među njima je bio i Džon Mejnard Kejns. Francuski politolog i ekonomista Bertran Žuvenel napominje široko rasprostranjeno stanovište nakon 1924. godine, kojim se pozivalo na „harmonizaciju nacionalnih interesa duž linija Evropske unije zarad zajedničkog prosperiteta”. Španski filozof i političar, Ortega i Gaset, izrazio je stav koji su dilili mnogi u Republikanskoj Španiji: „Evropsko jedinstvo nije fantazija, već sama stvarnost; a fantazija je upravo suprotno: verovanje da su Francuska, Nemačka, Italija ili Španija suštinske i nezavisne stvarnosti.” Elefterios Venizelos, grčki premijer, u govoru iz 1929. godine predstavio je podršku svoje vlade rekavši da će „Sjedinjene Države Evrope predstavljati, čak i bez Rusije, snagu koja je dovoljno jaka da napreduje, do zadovoljavajuće tačke blagostanja”.
Između dva svetska rata, poljski državnik Jozef Pilsudski zamislio je ideju o Evropskoj federaciji koju je nazvao Međumorje („između mora”), na engleskom jeziku poznatu kao Intermarum, što je bila poljski-orijentisana verzija nemačkog termina Mitteleuropa.
Velika depresija, uspon fašizma i komunizma, a potom i Drugi svetski rat, sprečili su međuratne pokrete da dobiju dalju podršku: između 1933. i 1936. većina preostalih evropskih demokratija potisnuta je diktaturama, pa su čak i Ortegova Španija i Venizelosova Grčka otonule u građanski rat. Ali iako su pristalice evropskog jedinstva, bilo da su socijaldemokrate, liberali ili hrišćanski-demokrati, bile van vlasti tokom 1930-ih, te nisu bile u stanju da svoje ideje primene u praksi, mnogi od njih su se našli na vlasti tokom 1940-ih i 1950-ih, i u boljoj poziciji da primene svoje ranije formulisane pristupe protiv ekonomske i političke krize.
Na kraju Drugog svetskog rata, kontinentalna politička klima pogodovala je jedinstvu u demokratskim evropskim zemljama, koje mnogi doživljavaju kao bekstvo od ekstremnih oblika nacionalizma koji su opustošili kontinent. U govoru održanom 19. septembra 1946. na Ciriškom univerzitetu u Švajcarskoj, Vinston Čerčil je postulirao Sjedinjene Države Evrope. Isti govor, međutim, sadrži primedbe, ređe citirane, iz kojih se jasno vidi da Čerčil u početku nije Britaniju smatrao delom te Sjedinjene Države Evrope: Mi Britanci imamo svoj Komonvelt nacija ... I zašto ne bi postojala Evropska grupa koja bi mogla davati osećaj povećanog patriotizma i zajedničkog građanstva rastrojenim narodima ovog nemirnog i moćnog kontinenta i zašto ne bi zauzela svoje dostojno mesto sa drugim velikim grupama u oblikovanju sudbina ljudi? ... Francuska i Nemačka moraju voditi zajedno. Velika Britanija, Britanski komonvelt nacija, moćna Amerika i ja verujem Sovjetska Rusija - jer bi tada zaista sve bilo dobro - moraju biti prijatelji i sponzori nove Evrope i moraju se zalagati za njeno pravo na život i sjaj.
| „ | Moramo izgraditi neku vrstu Sjedinjenih Država Evrope. Samo na taj način, stotine miliona radnika će moći da povrati jednostavne radosti i nade koje čine život vrednim življenja. Vinston Čerčil | ” |

## Teorije integracije
Pitanje kako izbeći ratove između nacionalnih država bilo je od suštinske važnosti za prve teorije. Federalistička i funkcionalizam|funkcionalistička stanovišta su se zalagala za obuzdavanje nacionalnih država, dok je transakcionalno gledište težilo teoretisanju o uslovima za stabilizaciju sistema nacija-država.
Jedna od najuticajnijih teorija evropske integracije je neofunkcionalizam, koji je razvio Ernst B. Has (1958) i dalje istražio Lion Lindberg (1963). Ta teorija stavlja fokus na prelivne vidove integracije, što vodi ka uvećanoj integraciji. Suprotno tome, druga velika uticajna teorija integracionih studija, liberalna međudržavna saradnja, stavlja fokus na državne preferencije koje se ostvaruju pregovaranjem. Ovu teoriju je razvio Endru Moravčik tokom 1990-ih, putem nadograđivanja na rad o međudržavnoj saradnji Stenlija Hofmana i drugih. Ona i dalje ostaje vrlo uticajna. Važna rasprava između neofunkcionalizma i liberalnog međudržavno rada i dalje ostaje centralna u razumevanju razvoja i raznih neuspeha evropske integracije.
Kako se empirijski svet menja, tako se menjaju i teorije, a samim tim i razumevanje evropske integracije. Danas postoji relativno nov fokus na kompleksnom kreiranju politika u EU i upravljanju na više nivoa (MLG) kojim se pokušava da se proizvede teorija o radu i razvoju EU.

Prema jednoj studiji iz 2016. godine, Evropska integracija se produbljuje procesom „neuspelog napretka”, pri čemu
Međuvladino pregovaranje dovodi do nepotpunosti jer prisiljava države sa različitim preferencijama da prihvate rešenja sa najnižim zajedničkim deliocem. Nepotpunost tada oslobađa sile koje vode u krizu. Države članice odgovaraju tako što ponovo usaglašavaju prilagođena rešenja najnižeg zajedničkog delioca, kojima se pokušava da se adresira kriza i koja vode ka dubljoj integraciji. Do danas je ovaj sekvencijalni ciklus delimične reforme, praćene neuspehom politike, čemu sledi dalja reforma, uspeo da održi evropski projekat i zajedničku valutu.

## Evropska unija
Evropska unija (EU) je udruženje 27 suverenih država članica koje su sporazumom prenele određeni deo svojih nadležnosti na zajedničke institucijama, kako bi koordinirale svoje politike u velikom broju područja, a da pritom ne čine novu državu povrh država članica. Zvanično uspostavljena Mastriškim ugovorom iz 1993. godine na osnovu postojeće Evropske ekonomske zajednice.
Postoji 12 osnivačkih država, a to su Belgija, Danska, Francuska, Nemačka, Grčka, Irska, Italija, Luksemburg, Holandija, Portugalija, Španija i Velika Britanija. Godine 1995. u EU su ušle Austrija, Finska i Švedska. Kipar, Češka, Estonija, Mađarska, Letonija, Litvanija, Malta, Poljska, Slovačka i Slovenija pridružile su se 2004. Bugarska i Rumunija su se pridružile 2007. Hrvatska je pristupila 2013. Velika Britanija se povukla 2020. godine nakon 47 godina članstva. Zvanične države kandidati su Albanija, Severna Makedonija, Crna Gora, Srbija i Turska. Prijava Maroka je odbijena. Island i Švajcarska su povukli svoje prijave. Norveška je odbila članstvo na dva referenduma.

## Budućnost Evropske integracije
Ne postoji fiksni kraj procesa integracije. Diskusija o mogućem konačnom političkom obliku ili konfiguraciji Evropske unije ponekad se naziva debatom o finalité politique (francuski za „političku svrhu“). Integracija i proširenje Evropske unije su glavna pitanja u politici Evrope, na evropskom, nacionalnom i lokalnom nivou. Integracija može biti u sukobu sa nacionalnim suverenitetom i kulturnim identitetom, a protive joj se evroskeptici. Na istoku Evropske unije, zemlje Belorusija, Kazahstan i Rusija pokrenule su stvaranje Evroazijske ekonomske unije 2015. godine, kojoj su se potom pridružile Jermenija i Kirgistan. Druge države u regionu, kao što su Moldavija i Tadžikistan, takođe bi se mogle pridružiti. U međuvremenu, postsovjetske sporne države Abhazija, Arcah, Južna Osetija i Pridnjestrovlje stvorile su Zajednicu za demokratiju i prava nacija kako bi se međusobno bolje integrisale. Neke istočnoevropske zemlje, poput Jermenije, odlučile su se da sarađuju i sa EU i sa Evroazijskom unijom. Dana 24. februara 2017. Tigran Sargsjan, predsedavajući Evroazijske ekonomske komisije, izjavio je da je stav Jermenije da sarađuje i radi sa Evropskom unijom i sa Evroazijskom ekonomskom unijom. Sargsjan je dodao da će, iako je Jermenija deo Evroazijske unije, uskoro biti finalizovan novi Sporazum o pridruživanju Evropskoj uniji između Jermenije i EU.
Nekoliko zemalja u Istočnoj Evropi angažovalo je EU sa ciljem da ojača ekonomske i političke veze. Parlamentarna skupština Euronesta, osnovana 2003. godine, je međuparlamentarni forum u kojem učestvuju poslanici Evropskog parlamenta i nacionalnih parlamenata Ukrajine, Moldavije, Belorusije, Jermenije, Azerbejdžana i Gruzije i uspostavljaju bliže političke i ekonomske veze sa Evropskom unijom. Sve ove države učestvuju u programu Istočnog partnerstva EU. Organizacija crnomorske ekonomske saradnje i Zajednica demokratskog izbora su druge organizacije osnovane da promovišu evropske integracije, stabilnost i demokratiju. Evropski parlament je 12. januara 2002. konstatovao da bi Jermenija i Gruzija mogle ući u EU u budućnosti. Evropski parlament je 12. marta 2024. godine usvojio rezoluciju kojom se potvrđuje da Jermenija ispunjava uslove iz člana 49 Ugovora iz Mastrihta i može da se prijavi za članstvo u EU. Trenutno je Gruzija jedina zemlja na Kavkazu koja aktivno traži članstvo u EU.

### Ugovor o evropskoj bezbednosti
Ruski predsednik Dmitrij Medvedev je 2008. godine najavio novi koncept ruske spoljne politike i pozvao na stvaranje zajedničkog prostora u evroatlantskom i evroazijskom prostoru „od Vankuvera do Vladivostoka“. On je 5. juna 2009. u Berlinu predložio novi sveevropski pakt za bezbednost koji bi uključivao sve evropske, CIS zemlje i Sjedinjene Države. Dana 29. novembra 2009. pojavila se nacrtna verzija Ugovora o evropskoj bezbednosti. Francuski predsednik Sarkozi je pozitivno govorio o idejama Medvedeva i pozvao na bliže bezbednosne i ekonomske odnose Evrope i Rusije.

### Zajednički prostor od Lisabona do Vladivostoka
Ruski premijer Vladimir Putin je u nemačkim novinama 2010. godine pozvao na zajednički ekonomski prostor, zonu slobodne trgovine ili napredniju ekonomsku integraciju, koja se proteže od Lisabona do Vladivostoka. Takođe je rekao da je sasvim moguće da bi se Rusija jednog dana mogla pridružiti evrozoni. Francuski predsednik Nikola Sarkozi je 2010. rekao da veruje da će za 10 ili 15 godina postojati zajednički ekonomski prostor između EU i Rusije sa bezviznim režimom i opštim konceptom bezbednosti.

## Literatura
- Carrasco, C. A., & Peinado, P. (2014). On the origin of European imbalances in the context of European integration (PDF).[мртва веза]. Working papers wpaper71, Financialisation, Economy, Society & Sustainable Development (FESSUD) Project.
- Glencross, A. (2014). „The Politics of European Integration: Political Union or a House Divided.”.
- Dedman, Martin (2006). The Origins and Development of the European Union 1945–1995. ISBN 9780203131817. doi:10.4324/9780203131817.
- Dinan, Desmond. (2004). Europe Recast: A History of European Union. (2nd ed. 2004). „excerpt” (PDF). Архивирано из оригинала (PDF) 21. 10. 2016. г. Приступљено 13. 07. 2024.; the excerpt covers the historiography
- Gillingham, John (2004). Coal, Steel, and the Rebirth of Europe, 1945–1955: The Germans and French from Ruhr Conflict to Economic Community. Cambridge UP.
- Guerrieri, Sandro (2014). „From the Hague Congress to the Council of Europe: Hopes, achievements and disappointments in the parliamentary way to European integration (1948–51)”. Parliaments, Estates and Representation. 34 (2): 216—227. S2CID 142610321. doi:10.1080/02606755.2014.952133.
- Kopf, Susanne. Debating the European Union Transnationally: Wikipedians' Construction of the EU on a Wikipedia Talk Page (2001–2015). (PhD dissertation Lancaster University, 2018)„online” (PDF). Архивирано из оригинала 16. 05. 2019. г. Приступљено 13. 07. 2024..
- Moravcsik, Andrew (1998). The Choice for Europe: Social Purpose and State Power from Messina to Maastricht. Cornell UP. ISBN 9780801435096. OCLC 925023272.
- Stone, Dan (2014). Goodbye to All That?: The Story of Europe Since 1945. Oxford UP.
- Urwin, Derek W. (2014). The Community of Europe. ISBN 9781315843650. doi:10.4324/9781315843650.
- „Enlargement – Check current status”. European Commission. Архивирано из оригинала 4. 6. 2014. г. Приступљено 27. 6. 2014.